# 传统媒体
傳統媒體是相對於近幾年興起的網路媒體而言的，以傳統的大眾傳播方式，即透過某種機械裝置定期向社會公眾發布資訊或提供教育、娛樂等交流活動的媒體，主要包括報紙、雜誌、廣播、電視等傳統意義上的媒體。而通常我們把報紙、雜誌等傳統媒體稱為“平面媒體”。這裡的“平面”最初起源於廣告界，因為報紙、雜誌上的廣告都是平面廣告。